# Teatro Municipal (Caracas)
El Teatro Municipal de Caracas és un espai teatral destinat a la representació d'òperes, espectacles musicals i obres de teatre, i un dels més importants teatres de Caracas, (Veneçuela). Està situat en ple centre històric. Va ser inaugurat l'1 de gener de 1881 amb el nom de Teatro Guzmán Blanco. El 1888 es reanomena Teatre Municipal.